# Élections législatives de 1876 en Seine-et-Oise
Les élections législatives de 1876 ont eu lieu les 20 février et 5 mars 1876.

## Députés élus
|   | Circonscription                    | Député élu             |  | Groupe parlementaire |
| - | ---------------------------------- | ---------------------- |  | -------------------- |
| 1 | Corbeil                            | Léon Renault           |  | Centre gauche        |
| 2 | Étampes                            | Théodore Charpentier   |  | Centre gauche        |
| 3 | Mantes                             | Gustave Lebaudy        |  | Centre gauche        |
| 4 | 1ère circonscription de Pontoise   | Eugène Rendu           |  | Appel au peuple      |
| 5 | 2e circonscription de Pontoise     | Amédée Jérôme Langlois |  | UR et GR             |
| 6 | Rambouillet                        | Émile Carrey           |  | Centre gauche        |
| 7 | 1ère circonscription de Versailles | Albert Joly            |  | Union républicaine   |
| 8 | 2e circonscription de Versailles   | Léon Journault         |  | Gauche républicaine  |
| 9 | 3e circonscription de Versailles   | Charles Rameau         |  | Gauche républicaine  |

## Résultats à l'échelle du département
| Partis         | Partis                         | Premier tour | Premier tour | Deuxième tour | Deuxième tour | Sièges |
| Partis         | Partis                         | Voix         | %            | Voix          | %             | Sièges |
| -------------- | ------------------------------ | ------------ | ------------ | ------------- | ------------- | ------ |
|                | Républicains conservateurs     | 32 562       | 28,63        | 7 217         | 29,15         | 4      |
|                | Bonapartistes                  | 30 091       | 26,46        | 4 961         | 20,04         | 1      |
|                | Républicains modérés           | 28 986       | 25,48        | 12 579        | 50,81         | 3      |
|                | Républicains intransigeants    | 9 433        | 8,29         |               |               | 1      |
|                | Centre droit, Constitutionnels | 6 920        | 6,08         | 0             |               |        |
|                | Droite                         | 5 093        | 4,48         | 0             |               |        |
|                | Divers                         | 653          | 0,57         | 0             |               |        |
|                |                                |              |              |               |               |        |
| Inscrits       | Inscrits                       | 144 019      | 100,00       | 30 249        | 100,00        | 9      |
| Votants        | Votants                        |              |              | 24 943        | 82,46         |        |
| Abstentions    | Abstentions                    |              |              | 5 306         | 17,54         |        |
| Blancs et nuls | Blancs et nuls                 |              |              | 186           | 0,75          |        |
| Exprimés       | Exprimés                       | 113 738      |              | 24 757        | 99,25         |        |

## Résultats par arrondissement

### Arrondissement de Corbeil
| Candidats      | Candidats                    | Étiquette                | Premier tour | Premier tour |
| Candidats      | Candidats                    | Étiquette                | Voix         | %            |
| -------------- | ---------------------------- | ------------------------ | ------------ | ------------ |
|                | Léon Renault                 | Républicain conservateur | 10 161       | 67,77        |
|                | Alexandre Berthier de Wagram | Bonapartiste             | 4 833        | 32,23        |
|                |                              |                          |              |              |
| Inscrits       | Inscrits                     | Inscrits                 | 18 696       | 100,00       |
| Votants        | Votants                      | Votants                  | 15 170       | 81,14        |
| Abstention     | Abstention                   | Abstention               | 3 526        | 18,86        |
| Blancs et nuls | Blancs et nuls               | Blancs et nuls           | 176          | 1,16         |
| Exprimés       | Exprimés                     | Exprimés                 | 14 994       | 98,84        |

### Arrondissement d'Étampes
| Candidats      | Candidats            | Étiquette                | Premier tour | Premier tour |
| Candidats      | Candidats            | Étiquette                | Voix         | %            |
| -------------- | -------------------- | ------------------------ | ------------ | ------------ |
|                | Théodore Charpentier | Républicain conservateur | 5 188        | 55,79        |
|                | Goupy                | Bonapartiste             | 4 111        | 44,21        |
|                |                      |                          |              |              |
| Inscrits       | Inscrits             | Inscrits                 | 11 588       | 100,00       |
| Votants        | Votants              | Votants                  | 9 405        | 81,16        |
| Abstention     | Abstention           | Abstention               | 2 183        | 18,84        |
| Blancs et nuls | Blancs et nuls       | Blancs et nuls           | 106          | 1,13         |
| Exprimés       | Exprimés             | Exprimés                 | 9 299        | 98,87        |

### Arrondissement de Mantes
| Candidats      | Candidats       | Étiquette                | Premier tour | Premier tour | Deuxième tour | Deuxième tour |
| Candidats      | Candidats       | Étiquette                | Voix         | %            | Voix          | %             |
| -------------- | --------------- | ------------------------ | ------------ | ------------ | ------------- | ------------- |
|                | Gustave Lebaudy | Républicain conservateur | 6 826        | 49,86        | 7 217         | 50,94         |
|                | Joseph Hèvre    | Gauche républicaine      | 6 211        | 45,37        | 6 951         | 49,06         |
|                | Enot            | Bonapartiste             | 653          | 4,77         |               |               |
|                |                 |                          |              |              |               |               |
| Inscrits       | Inscrits        | Inscrits                 | 16 622       | 100,00       | 16 622        | 100,00        |
| Votants        | Votants         | Votants                  |              |              | 14 214        | 85,51         |
| Abstention     | Abstention      | Abstention               |              |              | 2 408         | 14,49         |
| Blancs et nuls | Blancs et nuls  | Blancs et nuls           |              |              | 46            | 0,32          |
| Exprimés       | Exprimés        | Exprimés                 | 13 690       |              | 14 168        | 99,68         |

### Arrondissement de Pontoise

#### 1recirconscription
| Candidats      | Candidats           | Étiquette                | Premier tour | Premier tour |
| Candidats      | Candidats           | Étiquette                | Voix         | %            |
| -------------- | ------------------- | ------------------------ | ------------ | ------------ |
|                | Eugène Rendu        | Bonapartiste             | 6 729        | 52,44        |
|                | Edmond de Pressensé | Républicain conservateur | 6 103        | 47,56        |
|                |                     |                          |              |              |
| Inscrits       | Inscrits            | Inscrits                 | 15 979       | 100,00       |
| Votants        | Votants             | Votants                  | 13 002       | 81,37        |
| Abstention     | Abstention          | Abstention               | 2 977        | 18,63        |
| Blancs et nuls | Blancs et nuls      | Blancs et nuls           | 170          | 1,31         |
| Exprimés       | Exprimés            | Exprimés                 | 12 832       | 98,69        |

#### 2ecirconscription
| Candidats      | Candidats                | Étiquette                | Premier tour | Premier tour | Deuxième tour | Deuxième tour |
| Candidats      | Candidats                | Étiquette                | Voix         | %            | Voix          | %             |
| -------------- | ------------------------ | ------------------------ | ------------ | ------------ | ------------- | ------------- |
|                | Amédée Jérôme Langlois   | Républicain modéré       | 5 237        | 45,70        | 5 628         | 53,15         |
|                | Brincard                 | Bonapartiste             | 3 647        | 31,82        | 4 961         | 46,85         |
|                | Hayem                    | Constitutionnel          | 1 801        | 15,72        |               |               |
|                | Antonin Lefèvre-Pontalis | Républicain conservateur | 775          | 6,76         |               |               |
|                |                          |                          |              |              |               |               |
| Inscrits       | Inscrits                 | Inscrits                 | 13 627       | 100,00       | 13 627        | 100,00        |
| Votants        | Votants                  | Votants                  |              |              | 10 729        | 78,73         |
| Abstention     | Abstention               | Abstention               |              |              | 2 898         | 21,27         |
| Blancs et nuls | Blancs et nuls           | Blancs et nuls           |              |              | 140           | 1,30          |
| Exprimés       | Exprimés                 | Exprimés                 | 11 460       |              | 10 589        | 98,70         |

### Arrondissement de Rambouillet
| Candidats      | Candidats       | Étiquette       | Premier tour | Premier tour |
| Candidats      | Candidats       | Étiquette       | Voix         | %            |
| -------------- | --------------- | --------------- | ------------ | ------------ |
|                | Émile Carrey    | Centre gauche   | 8 586        | 58,49        |
|                | Maurice Richard | Bonapartiste    | 4 028        | 27,44        |
|                | Joubert         | Constitutionnel | 2 066        | 14,07        |
|                |                 |                 |              |              |
| Inscrits       | Inscrits        | Inscrits        | 19 017       | 100,00       |
| Votants        | Votants         | Votants         | 14 985       | 78,80        |
| Abstention     | Abstention      | Abstention      | 4 032        | 21,20        |
| Blancs et nuls | Blancs et nuls  | Blancs et nuls  | 305          | 2,04         |
| Exprimés       | Exprimés        | Exprimés        | 14 680       | 97,96        |

### Arrondissement de Versailles

#### 1recirconscription
| Candidats      | Candidats           | Étiquette                 | Premier tour | Premier tour |
| Candidats      | Candidats           | Étiquette                 | Voix         | %            |
| -------------- | ------------------- | ------------------------- | ------------ | ------------ |
|                | Albert Joly         | Républicain intransigeant | 9 433        | 55,68        |
|                | Aubry-Vitet         | Constitutionnel           | 4 079        | 24,08        |
|                | Basset de Belavalle | Bonapartiste              | 3 428        | 20,24        |
|                |                     |                           |              |              |
| Inscrits       | Inscrits            | Inscrits                  | 21 480       | 100,00       |
| Votants        | Votants             | Votants                   | 17 058       | 79,41        |
| Abstention     | Abstention          | Abstention                | 4 422        | 20,59        |
| Blancs et nuls | Blancs et nuls      | Blancs et nuls            | 118          | 0,69         |
| Exprimés       | Exprimés            | Exprimés                  | 16 940       | 99,31        |

#### 2ecirconscription
| Candidats      | Candidats      | Étiquette          | Premier tour | Premier tour |
| Candidats      | Candidats      | Étiquette          | Voix         | %            |
| -------------- | -------------- | ------------------ | ------------ | ------------ |
|                | Léon Journault | Républicain modéré | 5 078        | 60,50        |
|                | Gauthier       | Bonapartiste       | 3 315        | 39,50        |
|                |                |                    |              |              |
| Inscrits       | Inscrits       | Inscrits           | 11 654       | 100,00       |
| Votants        | Votants        | Votants            | 8 674        | 74,43        |
| Abstention     | Abstention     | Abstention         | 2 980        | 25,57        |
| Blancs et nuls | Blancs et nuls | Blancs et nuls     | 281          | 3,24         |
| Exprimés       | Exprimés       | Exprimés           | 8 393        | 96,76        |

#### 3ecirconscription
| Candidats      | Candidats      | Étiquette                                            | Premier tour | Premier tour |
| Candidats      | Candidats      | Étiquette                                            | Voix         | %            |
| -------------- | -------------- | ---------------------------------------------------- | ------------ | ------------ |
|                | Charles Rameau | Républicain modéré                                   | 6 357        | 55,52        |
|                | Barbé          | Droite (soutenu par le Comité national conservateur) | 5 093        | 44,48        |
|                |                |                                                      |              |              |
| Inscrits       | Inscrits       | Inscrits                                             | 15 356       | 100,00       |
| Votants        | Votants        | Votants                                              | 11 623       | 75,69        |
| Abstention     | Abstention     | Abstention                                           | 3 733        | 24,31        |
| Blancs et nuls | Blancs et nuls | Blancs et nuls                                       | 173          | 1,49         |
| Exprimés       | Exprimés       | Exprimés                                             | 11 450       | 98,51        |

## Sources
1. 1 2 3 4 5 6 7 8 9 10 11 12 13 14 15 16 17 18  « Le Temps », sur Gallica, 22 février 1876 (consulté le 16 avril 2021)
2. ↑  « Léon, Charles Renault - Base de données des députés français depuis 1789 - Assemblée nationale », sur www2.assemblee-nationale.fr (consulté le 22 mai 2021)
3. ↑  « Théodore, Alexis Charpentier - Base de données des députés français depuis 1789 - Assemblée nationale », sur www2.assemblee-nationale.fr (consulté le 22 mai 2021)
4. 1 2  « Visionneuse - AD 78 », sur archives.yvelines.fr (consulté le 22 mai 2021)
5. ↑  « Gustave, Jean Lebaudy - Base de données des députés français depuis 1789 - Assemblée nationale », sur www2.assemblee-nationale.fr (consulté le 22 mai 2021)
6. ↑  « Eugène, Marie, Victor Rendu - Base de données des députés français depuis 1789 - Assemblée nationale », sur www2.assemblee-nationale.fr (consulté le 22 mai 2021)
7. ↑  « Amédée, Jérôme Langlois - Base de données des députés français depuis 1789 - Assemblée nationale », sur www2.assemblee-nationale.fr (consulté le 22 mai 2021)
8. ↑  « Emile Carrey - Base de données des députés français depuis 1789 - Assemblée nationale », sur www2.assemblee-nationale.fr (consulté le 22 mai 2021)
9. ↑  « Albert, Henri Joly - Base de données des députés français depuis 1789 - Assemblée nationale », sur www2.assemblee-nationale.fr (consulté le 22 mai 2021)
10. ↑  « Léon, Louis, Geneviève Journault - Base de données des députés français depuis 1789 - Assemblée nationale », sur www2.assemblee-nationale.fr (consulté le 22 mai 2021)
11. ↑  « Charles, Victor Rameau - Base de données des députés français depuis 1789 - Assemblée nationale », sur www2.assemblee-nationale.fr (consulté le 22 mai 2021)